# Vimercate
Vimercate és un municipi italià, situat a la regió de la Llombardia i a la província de Monza i Brianza. L'any 2004 tenia 25.787 habitants.